# Thanerocleridae
Thanerocleridae – rodzina chrząszczy z podrzędu wielożernych, serii (infrarzędu) Cucujiformia i nadrodziny Cleroidea. Liczy około 30 gatunków.

## Taksonomia
Takson ten został wprowadzony w 1924 roku przez Edwarda Alberta Chapina, jako podrodzina Thaneroclerinae w rodzinie przekraskowatych. Jiří Kolibáč w 1992 roku wyniósł ją do rangi rodziny.
Thanerocleridae są najbardziej zaawansowaną rodziną w gałęzi Thaneroclerid branch Cleroidea, do której to należą również Chaetosomatidae i Metaxinidae.

## Biologia i ekologia
Biologia rodziny jest słabo poznana. Prawdopodobnie wszystkie gatunki są drapieżne. Thaneroclerus buquet spotykany jest w produktach tytoniowych, kawie, ryżu, herbacie i innych, gdzie poluje na różne owady. Pozostałe gatunki bytują pod kłodami, w grzybach i termitierach.

## Rozprzestrzenienie
Rodzina rozsiedlona kosmopolitycznie. Brak jednak gatunków rodzimych dla Europy i strefy umiarkowanej Ameryki Południowej.

## Systematyka
W swojej rewizji z 1992 roku, Jiří Kolibáč podzielił tę rodzinę na dwa plemiona: Zenodosini i Thaneroclerini. Do pierwszego należał rodzaj Zenodosus, a do drugiego dwa podplemiona: Thaneroclerina z rodzajami Thaneroclerus, Meprinogenus, Viticlerus i Neoclerus oraz Isoclerina z rodzajami Isoclerus i Compactoclerus. Dwa monotypowe rodzaje nie zostały przypisane do żadnego z plemion: Cyrtinoclerus i Cleridopsis.
Bouchard i inni w pracy z 2011 roku zmodyfikowali systematykę rodziny, dzieląc ją na 2 podrodziny, z których drugą na 3 plemniona:
- Zenodosinae Kolibáč, 1992
- Thaneroclerinae Chapin, 1924
  - Isoclerini Kolibáč, 1992
  - Thaneroclerini Chapin, 1924
  - Viticlerini Winkler, 1982